# Leptophatnus lucifer
Leptophatnus lucifer är en stekelart som först beskrevs av Morley 1917.  Leptophatnus lucifer ingår i släktet Leptophatnus och familjen brokparasitsteklar. Inga underarter finns listade i Catalogue of Life.